# اس/۲۰۰۳ جی ۱۰

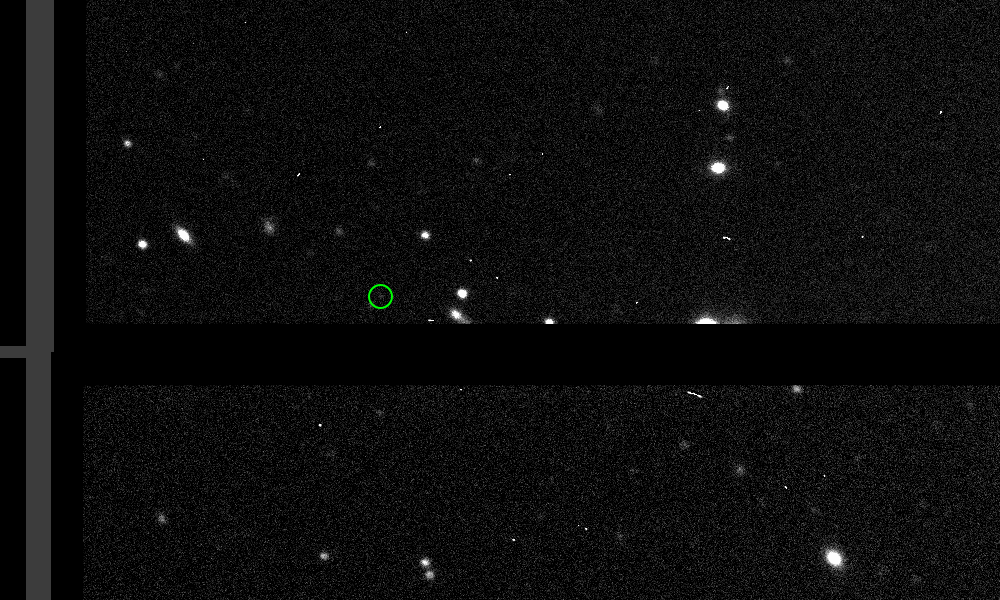
نگاره‌ای از «اس/۲۰۰۳ جی ۱۰»، ماه نامنظم مشتری

اس/۲۰۰۳ جی ۱۰(به انگلیسی: S/2003 J 10) یک ماه نامنظم مشتری است. این ماه در سال ۲۰۰۳ توسط یک تیم از دانشمندان دانشگاه هاوایی (به رهبری اسکات اس.شپرد) کشف شد.
اس/۲۰۰۳ جی ۱۰ قطری برابر دو کیلومتر دارد، متوسط مدارش ۲۲٬۷۳۱ مگامتر است که دوره آن ۷۰۰٫۱۲۹ روز است. انحرافی ۱۶۴ درجه نسبت به دایره‌البروج یا ۱۶۶ درجه نسبت به استوای مشتری دارد. حرکت آن رجوعی است و خروج از مرکزی برابر ۰.۳۴۳۸ دارد .
این ماه به گروه کارمه تعلق دارد.